# Dehesa de Perosín
Dehesa de Perosín es una entidad de población española del municipio de Peñaparda, perteneciente a la provincia de Salamanca, en la comunidad autónoma de Castilla y León.

## Toponimia
El lugar puede aparecer referido como «Dehesa de Perosín» y simplemente «Perosín».

## Historia
Hacia mediados del siglo XIX, el lugar, por entonces referido como una alquería ya perteneciente a Peñaparda, tenía contabilizada una población de cinco habitantes. Aparece descrito en el duodécimo volumen del Diccionario geográfico-estadístico-histórico de España y sus posesiones de Ultramar de Pascual Madoz con las siguientes palabras:

PEROSIN: alq. en la prov. de Salamanca, part. jud. de Ciudad-Rodrigo, térm. jurisd. de Peñaparda. pobl.: un vec., 5 alm.
(Madoz, 1849, p. 818)

En 2022, tenía empadronados dos habitantes.